# Arsenite
Arsenite es una banda de Thrash metal Creada en 2009 en Kumla Suecia por Simon Hagberg y Tony Classon.

## Historia
Arsenite es una banda de Thrash Metal y speed Metal originaria de Kumla, Suecia. Comenzó a principios de 2009 por el guitarrista Simon Hagberg y el guitarrista y cantante Tony Classon, pero la banda no se mantuvo activa hasta finales de 2009 cuando el baterista Richard Fredriksson se unió a la banda. A pesar de que la banda estaba sin un bajista, el grupo hizo algunos conciertos, hasta que, finalmente, la banda encontró a Martin Giaever, quien se unió a la banda para finales de 2010.
Actualmente han producido un EP titulado High-Speed Thrashing Maniacs con la ayuda de Niklas Stålvind de la banda Wolf.

### Influencias
La banda Arsenite ha sido influenciada por grupos tales como Megadeth, Metallica, Iced Earth, Judas Priest, Motörhead, Mercyful Fate, Annihilator y Wolf.

## Miembros
- Tony Classon - voz
- Simon Hagberg - Guitarra
- Martin Giaever - Bajo
- Richard Fredriksson - Batería

### Cronología
| Inicio              | Inicio | Inicio | 2010           | 2010 | 2010 | 2011 | 2011 | 2011 |  |
| Tony Classon        |        |        |                |      |      |      |      |      |  |
| Simon Hagberg       |        |        |                |      |      |      |      |      |  |
|                     |        |        | Martin Giaever |      |      |      |      |      |  |
| Richard Fredriksson |        |        |                |      |      |      |      |      |  |

|  | Voz y guitarra |  | Guitarra |  | Bajo |  | Batería |

## Discografía

### EP
- High-Speed Thrashing Maniacs - 2011

### Demos
- Blood on your hands - 2010